# Passiena spinicrus
Passiena spinicrus är en spindelart som beskrevs av Tord Tamerlan Teodor Thorell 1890. Passiena spinicrus ingår i släktet Passiena och familjen vargspindlar. Inga underarter finns listade i Catalogue of Life.